# MBSアニメフェス
『MBSアニメフェス』（エムビーエス アニメフェス）は、毎日放送 (MBS) 製作のアニメ作品に関するイベントである。

## 概要
初回は2005年7月30日に、毎日放送が大阪城公園にて開催した「オーサカキング」内イベントの1つとして、『MBSアニメフェス2005 大阪城エクスペリメント 真夏の夜の夢』のタイトルで開催された。各作品の出演声優陣のほか、T.M.RevolutionやL'Arc〜en〜Cielなど著名な主題歌アーティストによるライブコーナーを充実させ、音楽性も強めていた。この特徴は後述の各イベントにも共通する売りの1つとなる。
3年後の2008年8月17日には日本武道館にて、キー局であるTBSが毎年夏に開催する「TBSアニメフェスタ2008」と競合する形で『GUNDAM 00×CODE GEASS GO!GO!5!FES '08 in 武道館』を開催した。
それから6年後の2014年10月11日には、大阪城ホールにて開催の『MBS音祭2014』内イベントの1つとして、『MBSアニメフェス2014』を開催した。また、今回からは日本全国の映画館約100館へ生中継するライブビューイングも実施されており、同局のアニメ担当チーフプロデューサーである丸山博雄はDVD化や後日の配信は一切なしということを公言している。
翌年の2015年10月10日には、大阪城ホールにて開催の『MBS音祭2015』内イベントの1つとして、『MBSアニメフェス2015』を開催、ライブビューイングも日本全国約120館で実施した。その最後には、他系列の作品もサプライズ登場して観客を驚かせた。その映像は、同年11月14日にMBSで放送された『アニマゲー』第11回でも報じられた。なお、他系列の作品のサプライズ登場は2017年以降も恒例となっている。
2017年には2年ぶりに開催され、2018年にも開催されている。特に2018年はアニメシャワー・アニメ特区・アニメイズム・アニメサタデー630第1部の合同イベントとして開催された。
2019年3月17日には、幕張メッセ国際展示場にて関連イベント『MBSアニメヒストリア-平成-』が開催された。
2025年1月18日、19日には、6年ぶりにワールド記念ホールで開催された。

## 参加作品
MBSアニメフェス2005 大阪城エクスペリメント 真夏の夜の夢
- 機動戦士ガンダムSEED
- 鋼の錬金術師
- 機動戦士ガンダムSEED DESTINY
- 交響詩篇エウレカセブン
- 劇場版 鋼の錬金術師 シャンバラを征く者
- BLOOD+

MBSアニメフェス2014
- 機動戦士ガンダムSEED　生アフレコ／保志総一朗（キラ・ヤマト役）、石田彰（アスラン・ザラ役）　ライブ／玉置成実（シークレット）：「Believe」「Realize」（メドレー）
- ハイキュー!!　生アフレコ／村瀬歩（日向翔陽役）、石川界人（影山飛雄役）　ライブ／SPYAIR（シークレット）：「イマジネーション」
- TIGER & BUNNY　生アフレコ／平田広明（鏑木・T・虎徹役）、森田成一（バーナビー・ブルックスJr.役）
- 戦国BASARA（サプライズ参加）　中井和哉（伊達政宗役）、保志総一朗（真田幸村役）、石田彰（竹中半兵衛役）　ライブ／T.M.Revolution：「FLAGS」「SWORD SUMMIT」
- マクロスF　生アフレコ／中村悠一（早乙女アルト役）、中島愛（ランカ・リー役）、遠藤綾（シェリル・ノーム役）　ライブ／May'n「射手座☆午後9時Don't be late」、中島愛「星間飛行」、May'n・中島愛「ライオン」
- 進撃の巨人　生アフレコ／梶裕貴（エレン・イェーガー役）、石川由依（ミカサ・アッカーマン役）、神谷浩史（リヴァイ役、サプライズ）　ライブ／Linked Horizon「紅蓮の弓矢」「自由の翼」、Sound Horizon「よだかの星」

MBSアニメフェス2015
- コードギアス 反逆のルルーシュ
- 機動戦士ガンダム00
- 黒執事
- デュラララ!!
- ハイキュー!! セカンドシーズン
- サプライズ参加
  - 銀魂（本来は異系列のテレビ東京系アニメ）

MBSアニメフェス2017
- おおきく振りかぶって
- 七つの大罪
- 黒子のバスケ
- 青の祓魔師 京都不浄王篇
- 進撃の巨人 Season2
- サプライズ参加
  - 鋼の錬金術師 FULLMETAL ALCHEMIST
  - コードギアス 反逆のルルーシュ（FLOWによる主題歌のみ）
  - 交響詩篇エウレカセブン（FLOWによる主題歌のみ）
  - 新世紀エヴァンゲリオン / ヱヴァンゲリヲン新劇場版 / シン・ゴジラ（前者は本来は異系列のテレビ東京系アニメ、後者は特撮怪獣映画。高橋洋子による主題歌・イメージソングのみ）
  - 機動戦士ガンダムSEED（T.M.Revolutionによる主題歌のみ）
  - 戦国BASARA弐（T.M.Revolutionによる主題歌のみ）

MBSアニメフェス2018
- 魔法少女まどか☆マギカ
- マギ The kingdom of magic
- ハイキュー!!
- 機動戦士ガンダム 鉄血のオルフェンズ
- 血界戦線 & BEYOND
- サプライズ参加
  - 機動戦士ガンダム00（中村悠一による会場前告知のみ）
  - 戦国BASARA（中井和哉による会場前告知のみ）
  - 天元突破グレンラガン（本来は異系列のテレビ東京系アニメ。中川翔子による主題歌のみ）
  - 進撃の巨人 Season 3（本来は異系列のNHKアニメ（ただし毎日放送は製作委員会に参加）。梶裕貴、小野大輔、神谷浩史による生アフレコのみ）
  - マクロスF（中島愛によるイメージソングのみ）
  - マギアレコード 魔法少女まどか☆マギカ外伝（TrySailによる主題歌のみ）
  - 涼宮ハルヒの憂鬱（本来は外部製作にして独立局で放送のUHFアニメ。平野綾、茅原実里、後藤邑子による主題歌・挿入歌のみ）
  - おそ松さん（本来は異系列のテレビ東京系アニメ。A応Pによる主題歌のみ）

MBSアニメヒストリア-平成-
- 進撃の巨人
- 機動戦士ガンダム00
- 機動戦士ガンダムSEED
- 黒執事
- SSSS.GRIDMAN
- コードギアス 反逆のルルーシュ
- 機動戦士ガンダム 鉄血のオルフェンズ
- ハイキュー!!
- 魔法少女まどか☆マギカ
- マギ
- Angel Beats!
- 黒子のバスケ
- おおきく振りかぶって（TBSとの共同製作）
- マクロスF
- 七つの大罪
- ジョジョの奇妙な冒険（本来は毎日放送でも放送された、外部製作のUHFアニメ）
- かぐや様は告らせたい〜天才たちの恋愛頭脳戦〜
- 新世紀エヴァンゲリオン

MBS ANIME FES. 2025
- 呪術廻戦
- WIND BREAKER
- シャングリラ・フロンティア〜クソゲーハンター、神ゲーに挑まんとす〜
- 機動戦士ガンダム 水星の魔女
- 東京リベンジャーズ
- ダンダダン
- ハイキュー!!
- 進撃の巨人
- ONE PIECE(本来はフジテレビ系アニメ)